# Les Guetteurs
Ne doit pas être confondu avec Les Guetteurs (film).
Les Guetteurs est un groupe de reggae français créé en 2008 à Boulogne-Billancourt. Néanmoins, le groupe ne fait ses vrais débuts qu'en 2012.

## Présentation
Le groupe, composé de jeunes d'Île-de-France, est créé en 2008. Leurs chansons sont inspirées par les thèmes chrétiens.
Ils ont rapidement été invités à partager la scène de plusieurs artistes internationaux : Paddy Kelly (Kelly Family), Rona Hartner, ou encore Christafari (en) et ont participé à plusieurs festivals en France. En 2013 ils participent au tremplin de musiques actuelles de la ville de Versailles : « Les vendredis du Rock ». En 2016, ils partent en Irak et donnent des concerts dans des camps de réfugiés avec l'appui de Fraternité en Irak.
Leur premier album, Guerriers pacifiques, sort en 2014 et leur vaut le prix Révélation de l'année lors des premiers Angels Music Awards,.
Leur deuxième album, Tatoué, sort en 2016,.
En 2018, ils sont à l'affiche du Reggae Sun Ska Festival.
Leur troisième EP, Soleil Noir, sort le 17 décembre 2021. Composé de six nouveaux titres, il aborde le thème de la misère sociale et de l'individualisme. Le style, fidèle au reggae, se démarque des albums précédents par ses influences électro. D’autres genres éclectiques se mêlent dans les compositions : Soleil Noir, chanson éponyme de l’album, s’ouvre ainsi sur une intro dubstep et s’achève sur une fugue au synthétiseur. Deux clips accompagnent la sortie de l’EP, Noria et Gladiator (ce dernier comptabilise 36 000 vues sur Youtube en août 2023). La Bellevilloise accueille le groupe en concert en mars 2022, en plein cœur de Ménilmontant.
Plus récemment, ils se produisent sur la scène du "Campo de Gracia" à Lisbonne, à l'occasion des JMJ (Journées Mondiales de la Jeunesse) de 2023, devant plus d'un million de personnes.
En octobre 2024, le groupe sort son 4ème album: Tempête, dans lequel le groupe explore les émotions d'une vie qu'ils souhaitent marquée par l’empreinte du royaume de Dieu.

## Membres du groupe
- François-Joseph Ambroselli surnommé « Fratoun » : chant, guitare (auteur, compositeur)[12]
- Ludwig Nestor : guitre, chœurs
- Guilhem Vincent : claviers, melodica
- Matthieu Baud : basse, contrebasse
- Vincent Rodriguez-Patino : batterie, chœurs
- Damien Hoppe : son

## Discographie

### Guerriers pacifiques
1. Guetteur
2. La Voix Des Anges
3. Fils d'Adam
4. Guerriers Pacifiques
5. We Live Away
6. Mama
7. Redemption Dub
8. Le Juste Salaire
9. King Of Love
10. My Job
11. Protection
12. No More Time

### Tatoué
1. Exodus
2. We gonna leave
3. Mess Up
4. Cache Cache
5. God walks
6. Nos rêves
7. No country for my soul
8. We gonna make it
9. Murder (feat. Manu)
10. Mon frère
11. Sèche tes larmes

### Soleil Noir
1. Soleil Noir (Intro)
2. Nouvelle Aube
3. Gladiator
4. TNLP
5. Noria
6. My Number

### Roi
1. La joie
2. Fisherman
3. Bientôt l'orage
4. Soul Warriors
5. One Day
6. My Best
7. Rock My Soul
8. La Route

### Tempête
1. On est
2. Déchire les cieux
3. Les rachetés
4. Là-haut
5. Les épines
6. No more trouble
7. Stay with me
8. Ma louve
9. Surrender
10. Aime et fais ce que tu veux
11. Vita Bella
12. Bless my soul